# KHL Junior Draft 2016
Der KHL Junior Draft 2016 war der achte und zugleich letzte Entry Draft der Kontinentalen Hockey-Liga (KHL) und fand am 23. Mai 2016 im Renaissance Moscow Monarch Centre Hotel in Moskau statt. Bei der Veranstaltung nach nordamerikanischem Vorbild wurde Wenijamin Baranow an erster Gesamtposition von Admiral Wladiwostok ausgewählt. Es folgten 146 weitere Spieler aus insgesamt 14 Nationen.

## Ergebnisse

### Runde 1
| #  | Spieler             | Pos | Nationalität | KHL-Team                   | Verein / Team                            |
| -- | ------------------- | --- | ------------ | -------------------------- | ---------------------------------------- |
| 1  | Wenijamin Baranow   | D   | Russland     | Admiral Wladiwostok        | Dynamo Sankt Petersburg (MHL)            |
| 2  | Alexander Alemaszew | F   | Russland     | Awtomobilist Jekaterinburg | Awto Jekaterinburg (MHL)                 |
| 3  | Alexander Alexejew  | D   | Russland     | Metallurg Nowokusnezk      | SKA Serebrjannyje Lwi Petersburg (MHL)   |
| 4  | Jegor Filin         | F   | Russland     | HK ZSKA Moskau             | Diselist Pensa (MHL B)                   |
| 5  | Sebastian Aho       | D   | Schweden     | HK Witjas                  | Skellefteå AIK (SHL)                     |
| 10 | Martin Nečas        | F   | Tschechien   | HK Traktor Tscheljabinsk   | HC Kometa Brno U18 (Tschechien U18)      |
| 11 | Maksim Suschko      | F   | Belarus      | HK Dinamo Minsk            | HK Schachzjor Salihorsk (Wysschaja Liga) |
| 19 | Kristian Vesalainen | F   | Finnland     | SKA Sankt Petersburg       | Frölunda HC (SHL)                        |
| 20 | Dominik Kubalík     | F   | Tschechien   | Salawat Julajew Ufa        | HC Plzeň 1929 (Extraliga)                |
| 24 | Oskar Sundqvist     | F   | Schweden     | HK Awangard Omsk           | Pittsburgh Penguins (NHL)                |
| 26 | Markus Nutivaara    | D   | Finnland     | Jokerit Helsinki           | Oulun Kärpät (Liiga)                     |
| 27 | Peter Cehlárik      | F   | Slowakei     | Lokomotive Jaroslawl       | Luleå HF (SHL)                           |

### Runde 2
| #  | Spieler            | Pos   | Nationalität     | KHL-Team                  | Verein / Team                      |
| -- | ------------------ | ----- | ---------------- | ------------------------- | ---------------------------------- |
| 43 | Victor Olofsson    | LW/RW | Schweden         | MODO Hockey               | HK ZSKA Moskau                     |
| 44 | Waleri Orechow     | D     | Kasachstan       | Barys Astana              | Barys Astana                       |
| 50 | Henrik Borgström   | F     | Finnland         | Salawat Julajew Ufa       | Helsingfors IFK U20 (Finnland U20) |
| 52 | Miro Heiskanen     | D     | Finnland         | Salawat Julajew Ufa       | Helsingfors IFK U20 (Finnland U20) |
| 53 | Alexander Nylander | F     | Schweden/ Kanada | HK Metallurg Magnitogorsk | Mississauga Steelheads (OHL)       |
| 54 | Saku Mäenalanen    | F     | Finnland         | HK Sibir Nowosibirsk      | Oulun Kärpät (Liiga)               |
| 58 | Seth Griffith      | F     | Kanada           | Jokerit Helsinki          | Boston Bruins (NHL)                |
| 60 | Lucas Wallmark     | F     | Schweden         | HK ZSKA Moskau            | Carolina Hurricanes (NHL)          |

### Runde 3
| #  | Spieler           | Pos | Nationalität       | KHL-Team                  | Verein / Team               |
| -- | ----------------- | --- | ------------------ | ------------------------- | --------------------------- |
| 83 | Lias Andersson    | F   | Schweden           | HK Metallurg Magnitogorsk | HV71 (SHL)                  |
| 86 | Ondřej Kaše       | F   | Tschechien         | HK Awangard Omsk          | Anaheim Ducks (NHL)         |
| 87 | Dominik Kahun     | F   | Deutschland        | HK Sotschi                | EHC Red Bull München (DEL)  |
| 88 | Vinnie Hinostroza | F   | Vereinigte Staaten | Jokerit Helsinki          | Chicago Blackhawks (NHL)    |
| 89 | Lukáš Sedlák      | F   | Tschechien         | Lokomotive Jaroslawl      | Columbus Blue Jackets (NHL) |

### Runde 4
| #   | Spieler          | Pos | Nationalität | KHL-Team             | Verein / Team              |
| --- | ---------------- | --- | ------------ | -------------------- | -------------------------- |
| 95  | Joel Eriksson Ek | F   | Schweden     | HK Sibir Nowosibirsk | Färjestad BK (SHL)         |
| 102 | Julius Honka     | D   | Finnland     | HK Dinamo Minsk      | Dallas Stars (NHL)         |
| 117 | Petteri Lindbohm | D   | Finnland     | Jokerit Helsinki     | St. Louis Blues (NHL)      |
| 119 | Jesper Bratt     | F   | Schweden     | HK ZSKA Moskau       | AIK Ishockey (Allsvenskan) |

### Runde 5
| #   | Spieler              | Pos | Nationalität | KHL-Team             | Verein / Team                    |
| --- | -------------------- | --- | ------------ | -------------------- | -------------------------------- |
| 125 | Juuso Riikola        | D   | Finnland     | HK Witjas            | Kalevan Pallo (Liiga)            |
| 131 | Uladsislau Jaromenka | D   | Belarus      | HK Dinamo Minsk      | RZOP Raubitschy (Wysschaja Liga) |
| 139 | Philipp Kurashev     | C   | Schweiz      | SKA Sankt Petersburg | GCK Lions U20 (Elite A Junioren) |
| 144 | Yannick Rathgeb      | D   | Schweiz      | HK Awangard Omsk     | Fribourg-Gottéron (NLA)          |
| 145 | Gustav Forsling      | D   | Schweden     | HK Sotschi           | Linköping HC (SHL)               |
| 146 | Kalle Kossila        | D   | Finnland     | Jokerit Helsinki     | Anaheim Ducks (NHL)              |
| 147 | Filip Zadina         | RW  | Tschechien   | Lokomotive Jaroslawl | HC Pardubice (Extraliga)         |